# 松居スーザン
松居 スーザン（まつい すーざん、女性、1959年 - ）は、日本で活躍するアメリカ人児童文学作家。作詞家・作曲家・エッセイストでもある。

## 来歴
1959年、アメリカカリフォルニア州に生まれ、18歳までニューヨーク州ナイアックで育つ。マサチューセッツ州ウィリアムズ大学（en:Williams College）音楽科（作曲科）に在学し、在学中オーストリアザルツブルクのモーツァルテウム音楽院に留学。
留学中に日本人と知り合い、大学卒業後、1982年に結婚のため来日。宮沢賢治の文学に影響を受け、作曲活動の傍ら日本語による童話の創作を始める。
東京での結婚生活から北海道千歳市へ移り、3人の子育てをしながら生活を送る。現在は家族とともに母国マサチューセッツ州に暮らす。
元夫は児童文学者である松居直の息子で、同じく児童文学者の松居友。

## 受賞歴
- 1996年「ノネズミと風のうた」第7回ひろすけ童話賞
- 1997年「森のおはなし」第19回路傍の石幼少年文学賞
- 1997年「はらっぱのおはなし」第19回路傍の石幼少年文学賞

## 代表作

### 著作
- こねこのフーシカ（童心社）
- ちいさなごるり（童心社）
- ちいさなばけものごるり ぴちゃりちゃんうまれたよ（童心社）
- てんぐのはし（童心社）
- 森のこずえちゃん（童心社）
- かっぱの虫かご（ポプラ社）
- ネコごっこしよう（ポプラ社）
- みいちゃんとたからものたち（ポプラ社）
- 冬のおはなし（ポプラ社）
- 海辺のおはなし（ポプラ社）
- 森のおはなし（あかね書房）
- はらっぱのおはなし（あかね書房）
- おかあさんのたからばこ（あかね書房）
- もりのこもりうた（福音館書店）
- もりのさんぽうた（福音館書店）
- ちいさなあおいさかな（福音館書店）
- のはらのいえ（福音館書店）
- ゆりとかいがら（福音館書店）
- ゲトリンゲルさんの空色のひこうき（あすなろ書房）
- ノネズミと風のうた（あすなろ書房）
- したてやのプンブルばあさん（文溪堂）
- じゅんぺいと不思議の石又（文溪堂）
- オーじいさんとチーばあさんの春・夏・秋・冬（ひさかたチャイルド）
- うさぎのはなたば（ひさかたチャイルド）
- 黒ねこミーシャの歌（北水）
- 大男ボルス（北水）
- あした天気になあれ（JICC出版局）
- ジルケンの冒険（佼成出版社）
- のらネコの子守歌（教育画劇）
- 旅ねずみ（金の星社）
- それはもりのこもりうた（童心社）(2010年) 絵・山内ふじ江
- クモヨばあさんのすばらしいす（童心社）【紙芝居】(2013年) 脚本

### 海外翻訳作
- おわりから始まる物語（リチャード・キッド）（ポプラ社）

永嶋恵子との共訳
- かわいいひかりのこたち（イーダ・ボハッタ）（童心社）
- はなのこどもたち（イーダ・ボハッタ）（童心社）
- ほしのこどもたち（イーダ・ボハッタ）（童心社）
- 雨だれぽとり（イーダ・ボハッタ）（童心社）